# Harry Potter (série télévisée)
Pour les articles homonymes, voir Harry Potter (homonymie).
Cet article concerne la série télévisée Harry Potter. Pour la série de films, voir Harry Potter (série de films). Pour le personnage, voir Harry Potter (personnage). Pour la série littéraire, voir Harry Potter.
Harry Potter est une série télévisée britannique diffusée à partir de 2027 sur HBO et produite par David Heyman, le producteur historique de la franchise cinématographique du même nom. La série est une adaptation des aventures de Harry Potter écrites par la romancière J. K. Rowling entre 1997 et 2007.
Il est prévu que la série comporte au total sept saisons (une saison par roman), produites sur une dizaine d'années, et que Rowling en soit la productrice exécutive avec ses collaborateurs Neil Blair et Ruth Kenley-Letts.
Le choix des trois jeunes acteurs principaux, Dominic McLaughlin, Arabella Stanton et Alastair Stout, est annoncé officiellement en mai 2025. Le tournage de la première saison débute le 14 juillet 2025.

## Synopsis
La série est une adaptation des aventures décrites dans les romans Harry Potter de J. K. Rowling.

## Distribution

### Acteurs principaux
- Dominic McLaughlin : Harry Potter[2]
- Arabella Stanton : Hermione Granger[2]
- Alastair Stout : Ron Weasley[2]
- John Lithgow : Albus Dumbledore[3],[4]
- Janet McTeer : Minerva McGonagall[3],[4]
- Paapa Essiedu : Severus Rogue[3],[4]
- Nick Frost : Rubeus Hagrid[3],[4]
- Lox Pratt : Drago Malefoy[5]
- Rory Wilmot : Neville Londubat[1]
- Gracie Cochrane : Ginny Weasley[6]

### Acteurs récurrents

#### Élèves de Poudlard
- Tristan Harland : Fred Weasley[6]
- Gabriel Harland : George Weasley[6]
- Ruari Spooner : Percy Weasley[6]
- Leo Earley : Seamus Finnigan[5]
- Alessia Leoni : Parvati Patil[5]
- Sienna Moosah : Lavande Brown[5]
- Asha Soetan : Angelina Johnson[réf. à confirmer][7]

#### Personnel de Poudlard
- Paul Whitehouse : Argus Rusard[3],[4]
- Luke Thallon (en) : Quirinus Quirrell (saison 1)[3],[4]
- Louise Brealey : Renée Bibine[1]

#### Communauté magique
- Katherine Parkinson : Molly Weasley[5]
- Johnny Flynn : Lucius Malefoy[5]
- Bertie Carvel : Cornelius Fudge[5]
- Anton Lesser : Garrick Ollivander[1]

#### Moldus
- Daniel Rigby (en) : Vernon Dursley[8]
- Bel Powley : Pétunia Dursley[8]
- Amos Kitson : Dudley Dursley[1]
- Mickey McAnulty : Piers Polkiss[9]

## Production

### Genèse

#### Premières rumeurs d'une série télévisée et démentis

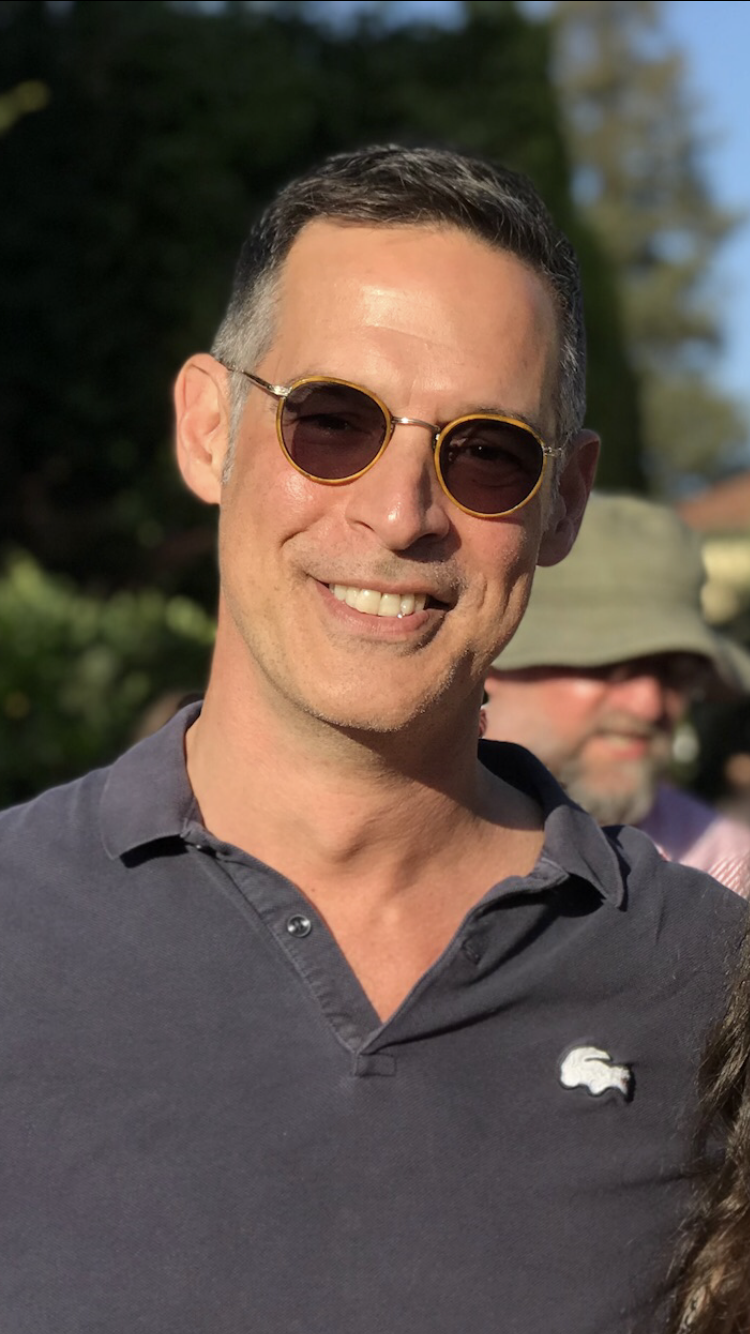
Le producteur Tom Ascheim est chargé en 2021 d'étendre la franchise du Monde des sorciers sur d'autres plateformes.

Depuis la sortie de Harry Potter et les Reliques de la Mort, partie 2 au cinéma en 2011, de nombreuses rumeurs ont circulé sur internet quant à une adaptation de la saga à la télévision. Le site We Got This Covered évoque en juillet 2019 une préquelle télévisée sur Harry Potter, introduisant de nouveaux personnages. La rumeur est cependant démentie rapidement par les représentants de J. K. Rowling, l'auteure des romans.
En janvier 2021, Tom Ascheim est le nouveau gérant de la franchise du Monde des sorciers (Wizarding World) et Harry Potter. Il est chargé notamment d'étendre le Monde des sorciers sur d'autres plateformes et de développer de nouvelles expériences interactives, des événements, des attractions pour les lands Harry Potter, ainsi que de nouveaux produits dérivés. À la même période, des rumeurs circulent à nouveau sur internet (notamment via The Hollywood Reporter et Variety) concernant un nouveau projet de sérié télévisée, adaptée de Harry Potter, sur la plateforme HBO Max, qui vient d'être lancée. À ce stade, Warner Bros. discuterait avec des scénaristes pour étudier diverses pistes d'adaptation, ce que Warner Bros a rapidement démenti ensuite, de même que le site officiel de J. K. Rowling, en affirmant qu'il n'y avait « pas de série Harry Potter en développement du côté du studio ou de la plateforme de streaming ».
Le site de La Gazette du sorcier note que ce type de « fuite » pourrait être « orchestré pour évaluer les réactions des fans » vis-à-vis d'un tel projet.
En août 2022, Alison Boshoff du Daily Mail affirme que Warner Bros. et J. K. Rowling auraient trouvé un accord depuis plus de six mois pour une série télévisée dérivée de l'univers de Harry Potter. Warner Bros. répond que la déclaration de 2021 à ce sujet « reste d'actualité ».

#### Officialisation du projet
En janvier 2022 — soit plus de dix ans après la sortie du dernier film Harry Potter —, David Zaslav, alors nouveau PDG de Warner Bros. Discovery, dit souhaiter produire « de nouveaux contenus liés à Harry Potter » pour HBO Max, et prévoit de rencontrer la romancière J. K. Rowling dans les semaines suivantes pour en discuter avec elle.
Le 12 avril 2023, HBO annonce la production d'une série télévisée Harry Potter, adaptée des romans de Rowling et comportant une nouvelle distribution. Il ne s'agit donc pas d'un spin-off ou d'une préquelle, comme initialement envisagés par les fans, mais bien d'une nouvelle adaptation fidèle aux livres qui ont été publiés entre 1997 et 2007.

« Harry Potter est un phénomène culturel et il est évident que l'amour et la soif du monde des sorciers sont toujours aussi forts. […] Cette nouvelle série [HBO] plongera dans chacun des livres emblématiques que les fans continuent d'apprécier depuis tant d'années. »

— Casey Bloys, directeur général de HBO et Max
Selon Jeff Sneider, critique de cinéma basé à Los Angeles, Warner Bros aurait fait d’autres propositions de scénarios à J. K. Rowling, dont des séries qui se dérouleraient ailleurs dans le monde, mais l’auteure aurait refusé, souhaitant rester fidèle aux racines britanniques de l’univers.
Il est prévu que la série comporte sept saisons (une saison par roman), produites sur une dizaine d'années, et que J. K. Rowling en soit la productrice exécutive avec ses collaborateurs Neil Blair et Ruth Kenley-Letts (de la société Brontë Film & TV),. Sa diffusion est prévue à partir de 2026 ou 2027.

### Développement
En avril 2023, David Heyman, le producteur historique de la franchise cinématographique, est en discussions pour participer au nouveau projet, et son implication est confirmée cinq mois plus tard, lorsqu'il annonce que lui et son équipe n'ont pas encore trouvé de scénariste pour cette nouvelle série et qu'il espère cette fois pouvoir faire « explorer les livres plus en détails »,.
En janvier 2024, lors d'une réunion à Los Angeles, plusieurs scénaristes britanniques et américains, notamment Martha Hillier, Kathleen Jordan, Tom Moran (en), Michael Lesslie (en) et Francesca Gardiner, présentent à Warner Bros leur vision respective de la future série,. C'est finalement Francesca Gardiner qui est retenue en tant que scénariste et annoncée le 26 juin 2024, aux côtés de Mark Mylod, qui réalisera plusieurs épisodes de la série. Gardiner et Mylod ont déjà travaillé ensemble sur les saisons 3 et 4 de la série Succession, récompensée par plusieurs Emmy Awards en 2024,.
Casey Bloys, directeur général de HBO, donne plus d'informations en septembre 2024, alors que la série débute sa production : il indique que la diffusion est prévue pour « fin 2026 - début 2027 », que les scénaristes et réalisateurs viennent de commencer le travail et que l'équipe recherche des chefs de départements (décors, effets spéciaux, etc.).

### Attribution des rôles
Le casting du trio principal (Harry, Ron et Hermione) a lieu du 8 septembre 2024 au 8 novembre 2024, : la production recherche des enfants résidant au Royaume-Uni ou en Irlande, qui « seront âgés de 9 à 11 ans en avril 2025 ». Pendant cette période, 32 000 enfants auditionnent pour les rôles principaux et l'équipe visualise 5 000 cassettes d'audition par jour.
Dans un souci d'être fidèles aux livres, la scénariste Francesca Gardiner et le réalisateur Mark Mylod ont précisé que l'âge canonique des personnages sera respecté : le professeur de potions Rogue aura une trentaine d'années, tandis que James et Lily Potter, les parents de Harry, seront représentés comme des jeunes de 21 ans, leur âge au moment de leur mort. Mylod a indiqué que pour le choix des acteurs adultes, il souhaitait poursuivre la « tradition des brillants acteurs de théâtre britanniques », à l'instar des films Harry Potter.

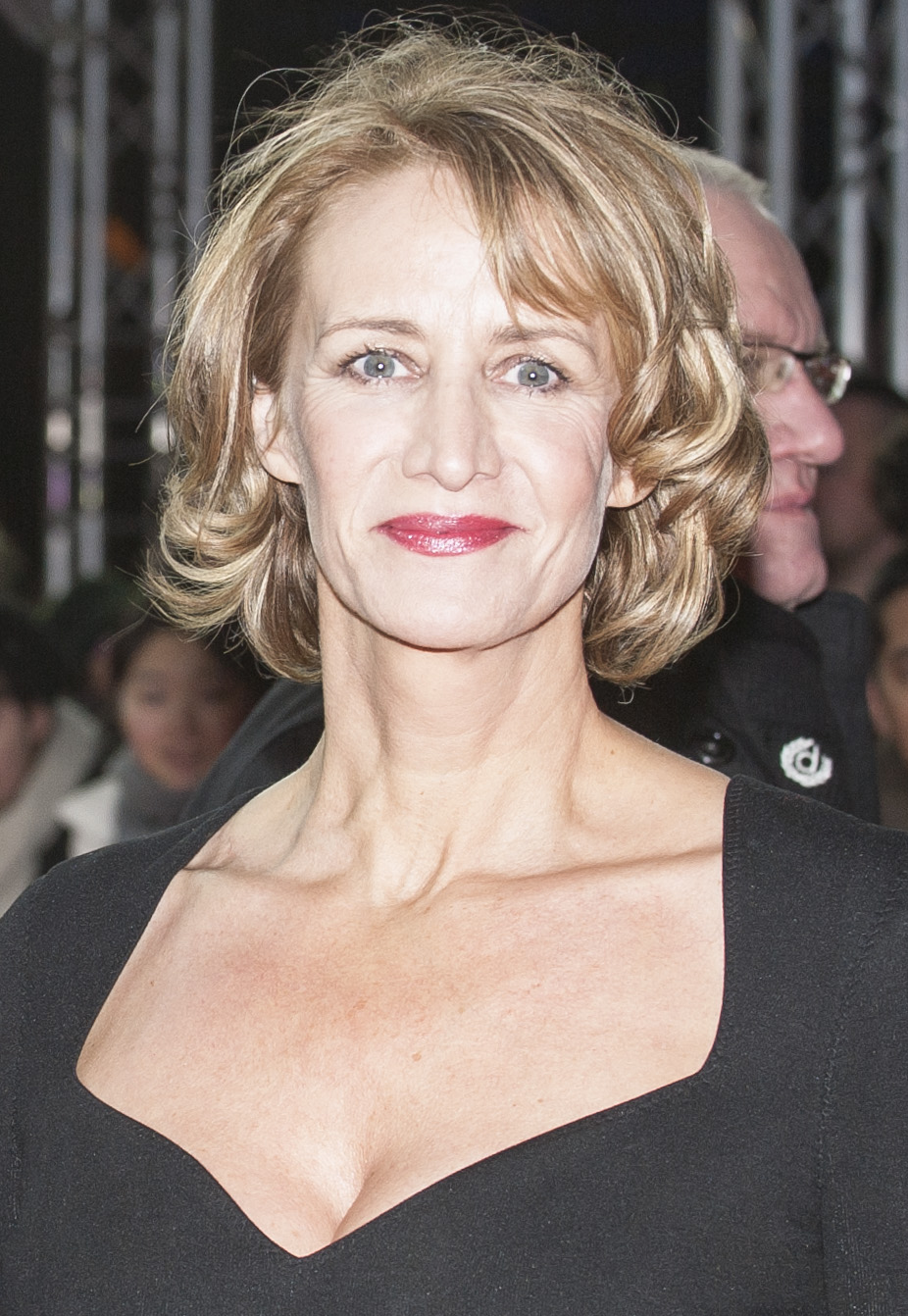
Janet McTeer (McGonagall) a été l'une des premières actrices à rejoindre officiellement la série en avril 2025.

Selon certaines sources en décembre 2024, Mark Rylance serait pressenti pour reprendre le rôle du directeur de Poudlard, Albus Dumbledore, et Paapa Essiedu pour incarner le professeur Severus Rogue. Entre février et mars 2025, plusieurs acteurs et actrices sont cités : selon Deadline, John Lithgow serait sur le point de signer un accord pour interpréter Dumbledore — ce que l'acteur confirme quelques jours plus tard au cours d'une interview — ; Janet McTeer serait en négociations pour interpréter le professeur McGonagall et l'acteur britannique Nick Frost serait sur le point de signer un contrat pour incarner le demi-géant Hagrid. Cependant, HBO n'a immédiatement confirmé aucun choix parmi le casting et a précisé : « Au fur et à mesure que nous avancerons dans la préproduction, nous ne confirmerons les détails qu’au moment de finaliser les accords ». HBO et Warner Bros. confirment finalement le 13 avril 2025 le casting de Lithgow, Essiedu, McTeer et Frost dans leurs rôles pressentis, en ajoutant Luke Thallon (en) dans le rôle du professeur Quirrell, qui interviendra au cours de la première saison, et Paul Whitehouse dans celui d'Argus Rusard, concierge de Poudlard,,.
Le 26 mai 2025, HBO annonce le casting du trio principal : Harry Potter sera incarné par Dominic McLaughlin, Hermione Granger par Arabella Stanton et Ron Weasley par Alastair Stout,.
Le 8 juin, une part importante de la distribution est dévoilée : plusieurs rôles adultes ― Katherine Parkinson (Molly Weasley), Johnny Flynn (Lucius Malefoy), Bertie Carvel (Cornelius Fudge), Daniel Rigby (en) (Vernon Dursley) et Bel Powley (Petunia Dursley) ― mais également un certain nombre d'élèves de Poudlard : Lox Pratt (Drago Malefoy), Leo Earley (Seamus Finnigan), Alessia Leoni (Parvati Patil) et Sienna Moosah (Lavande Brown),. 

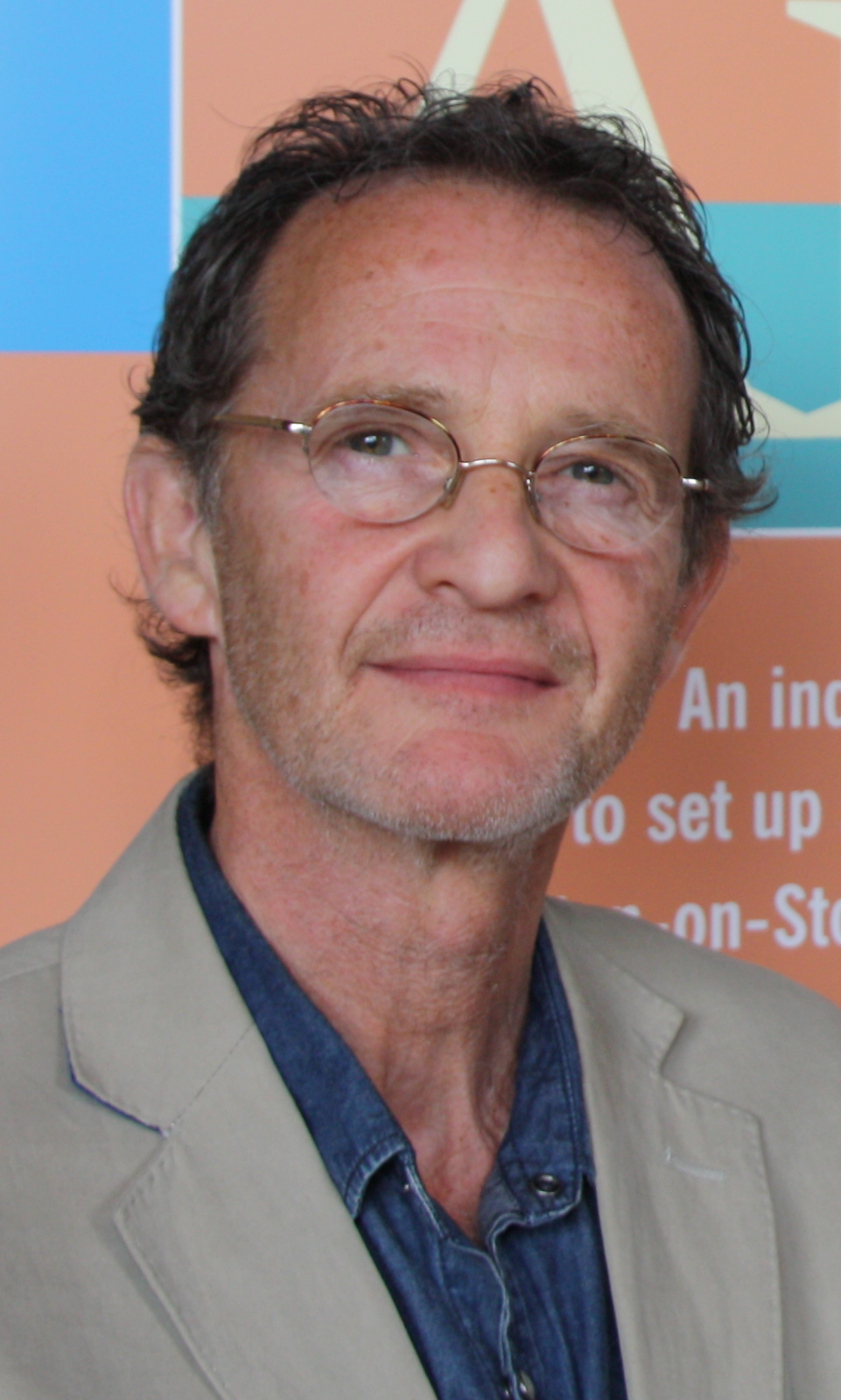
Anton Lesser rejoint la distribution en juillet 2025, dans le rôle d'Ollivander, fabriquant de baguettes magiques.

Le 14 juillet 2025, alors que le début du tournage est officialisé par HBO, Rory Wilmot, Amos Kitson, Anton Lesser et Louise Brealey rejoignent le casting. Le 19 août, une partie du casting de la famille Weasley est révélée avec Tristan et Gabriel Harland dans les rôles de Fred et George, Ruari Spooner dans celui de Percy et Gracie Cochrane dans celui de Ginny.  

### Tournage
Le tournage de la première saison débute officiellement le 14 juillet 2025 aux studios de Leavesden,. À cette occasion, HBO dévoile une photographie de Dominic McLaughlin dans le costume de Harry Potter, puis une de Nick Frost dans celui du demi-géant Hagrid.
Les producteurs investissent un milliard de livres sterling dans la construction d'une « mini-ville » au sein des studios, comportant notamment un centre médical et une école fonctionnant en semaine entre 5h30 et 20h30 pour les 150 à 600 enfants acteurs qui travailleront en même temps sur le tournage,.

#### Conception des décors
Lors d'un événement au siège de Warner Bros. Discovery à Londres en décembre 2024, la scénariste Francesca Gardiner et le réalisateur Mark Mylod ont précisé que les lieux emblématiques des films, comme la Grande salle, resteront inchangés, mais qu'ils envisagent d'apporter une vision plus large de Poudlard à travers la série télévisée. Mylod a fait allusion à de nouveaux lieux, notamment la salle des professeurs de Poudlard, tout en réimaginant l'esthétique évolutive de l'école.
Le réalisateur souligne leur choix d'aborder Poudlard comme un lieu réel, et leur intention d'explorer l'histoire architecturale du château et la façon dont sa conception aurait pu évoluer au fil des siècles : « Il y aura donc des éléments de l'architecture georgienne, des tentatives de naturalisme. Parce que, bien sûr, nous avons le luxe de raconter une histoire sur le long terme ».
En mai 2025, de nouveaux décors sont construits aux studios de Leavesden, notamment un ensemble de maisons de style Tudor, que le Sun et le Watford Observer identifient comme étant le nouveau décor de Privet Drive, le quartier de résidence des Dursley,. 

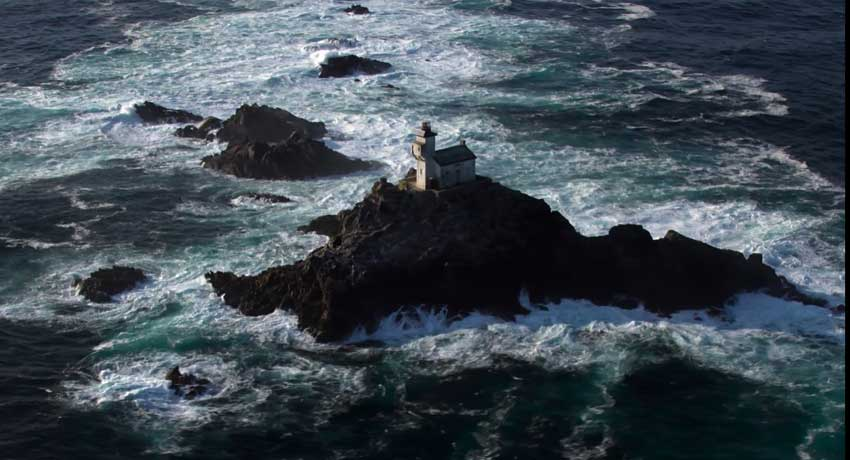
Le phare du Tévennec en Bretagne, potentiel lieu de tournage pour les besoins de la première saison.

D'après Ouest-France, l'équipe de tournage aurait effectué des prises de vue du phare du Tévennec et des alentours de l'Île-de-Sein entre le 19 et le 24 mai 2025 pour les besoins de la première saison,.

### Fiche technique
- Titre original et français : Harry Potter
- Réalisation : Mark Mylod
- Scénario : Francesca Gardiner, Laura Neal, Josephine Gardiner, Andy Greenwald[52]
- Direction artistique : Mara LePere-Schloop[1]
  - Décors de plateau : Naomi Moore[1]
- Photographie : Adriano Goldman (en)[1]
- Costumes : Holly Waddington (en)[36]
- Casting : Lucy Bevan[36], Emily Brockmann[2]
- Effets visuels : Alexis Wajsbrot (en)[1], Dom Sidoli[1]
- Production : David Heyman
  - Production executive: J. K. Rowling, Neil Blair, Ruth Kenley-Letts, Francesca Gardiner, Mark Mylod[48]
- Sociétés de production : Brontë Film & TV, Heyday Films[48]
- Sociétés de distribution (télévision) : HBO
- Pays de production : Royaume-Uni
- Langue originale : anglais

## Épisodes

### Première saison (2027)
La première saison comprendra 8 épisodes et sa durée totale sera de 8 heures.

## Accueil

### Avant la sortie
Dès le début du projet, l'annonce de l'implication de J. K. Rowling dans la série a suscité la polémique en raison de ses opinions controversées sur des sujets sensibles au cours de ces dernières années, et notamment au sujet de la cause transgenre. Certains anonymes et célébrités ont appelé au boycott de la série pour cette raison. HBO a réagi cependant en précisant que les opinions de l'auteure « n'ont pas affecté le choix des acteurs ou l'embauche des membres de la production ». Ils ajoutent que « J. K. Rowling a le droit d'exprimer ses opinions personnelles » et que la série ne pourra « que bénéficier de son implication ».
Après la première vague d'annonces de la distribution en avril 2025, une grande partie des fans s'est montrée réfractaire envers le choix de l'acteur Paapa Essiedu pour interpréter le professeur Severus Rogue, en raison de sa couleur de peau (noire) qui ne correspondrait pas, a priori, à celle du personnage décrit dans les livres. Dans ceux-ci, le personnage est régulièrement comparé à un vampire ou décrit comme une personne très pâle et livide. L'auteure J. K. Rowling ne s'est pas opposée à ce choix de casting (ni à celui de l'actrice swazie Noma Dumezweni pour interpréter Hermione Granger dans la pièce de théâtre Harry Potter et l'Enfant maudit, qu'elle avait même alors encouragé). Elle a précisé par ailleurs qu'elle ne pouvait pas récuser un acteur, et qu'elle ne le ferait pas même si elle en avait le pouvoir.
Le choix du trio de tête, Harry, Ron et Hermione, a été annoncé publiquement le 26 mai 2025. L'actrice qui incarnera Hermione, Arabella Stanton, a été victime d'une vague de racisme sur les réseaux sociaux en raison de son teint légèrement bronzé. Par ailleurs, J. K. Rowling a déclaré qu'Hermione n'a jamais été décrite par sa couleur de peau dans les livres et qu'elle a seulement les cheveux bruns en bataille et de grandes dents,. Une autre partie des fans se montre enthousiaste vis-à-vis du choix de Stanton, considérant que « ses cheveux », « ses dents » et « son air espiègle » correspondent parfaitement au personnage.
En mai 2025, Rowling s'est exprimée au sujet du casting des trois enfants principaux, les trouvant « tous les trois merveilleux ». Elle a également eu l'occasion de lire les scénarios des deux premiers épisodes de la série en juin 2025, et en a été très satisfaite.